# Manuel Soto Vives
Manuel Soto Vives (Palma de Mallorca, 1881 - Madrid, 31 de agosto de 1958) fue un actor y director teatral español.

## Biografía
Actor eminentemente teatral, fue una de las presencias más constantes en la escena madrileña durante el primer tercio del siglo XX. En 1923, en sustitución de Ricardo Puga, se integró en la Compañía de Lola Membrives, con la que interpretó, entre otras, Cancionera, de los hermanos Álvarez Quintero, Señora ama (1924), de Jacinto Benavente o Las Adelfas (1928) de Antonio y Manuel Machado. En su repertorio también se incluyen La otra honra (1924) y Adán o el drama empieza mañana (1931), de Felipe Sassone.
Su paso por el cine fue meramente testimonial y solamente intervino en cuatro películas: El secreto del doctor (1930), Raza (1942), de José Luis Sáenz de Heredia, con guiones de Francisco Franco, El abanderado (1943), Eugenia de Montijo (1944) y La vida empieza a medianoche (1944), de Juan de Orduña.
El 12 de julio de 1913, contrae matrimonio en la Iglesia de Santa Bárbara de Madrid, con la actriz Guadalupe Muñoz Sampedro y fue padre de dos hijos, Manuel Soto Muñoz y Luchy Soto Muñoz, esta última también dedicada a la interpretación y casada con Luis Peña Illescas.